# 筑波技術大學
筑波技術大學（つくばぎじゅつだいがく，英语：National University Corporation Tsukuba University of Technology, NTUT）是日本的一所国立大学。位于茨城县筑波市天久保四丁目3番地15。2005年设立。大学简称技大、筑波技大。是日本唯一一所为听觉·视觉障碍者设立的国立大学。2005年由筑波技术短期大学升格为4年制大学。2006年4月1日开始招收学生。

## 历史
- 1978年 以为开设残障人士的高等教育机构为目标，设立了调查会。
- 1981年 创设准备调查室设立。
- 1983年 创设准备室在筑波大学内设立。具体的创设计划进行中。
- 1987年10月 开设国立3年制大学筑波技术短期大学。
- 2005年10月 4年制筑波技术大学开学。2006年4月1日开始接受学生。
- 2010年4月 大学院技术科学研究科修士课程设立。[2]

## 相关链接
- 官方网站 （页面存档备份，存于）